# École/Collège régional Gabrielle-Roy
Pour les articles homonymes, voir Gabrielle Roy (homonymie).
L'École/Collège régional Gabrielle-Roy est un établissement francophone d'enseignement primaire et secondaire situé à l'Île-des-Chênes (Municipalité rurale de Ritchot).
Sa devise est : Le français est notre choix.
L'établissement reçoit les élèves des villages environnants tels que l'Île-des-Chênes, Sainte-Agathe, Saint-Adolphe, Grande-Pointe, Lorette, Saint-Norbert, La Salle, Dufresne, Niverville et Sainte-Geneviève. 
L'école et le collège portent le nom de Gabrielle Roy, célèbre écrivaine canadienne francophone, née le 22 mars 1909 à Saint-Boniface, et morte le 13 juillet 1983 à Québec.